# Ferdinand Monoyer

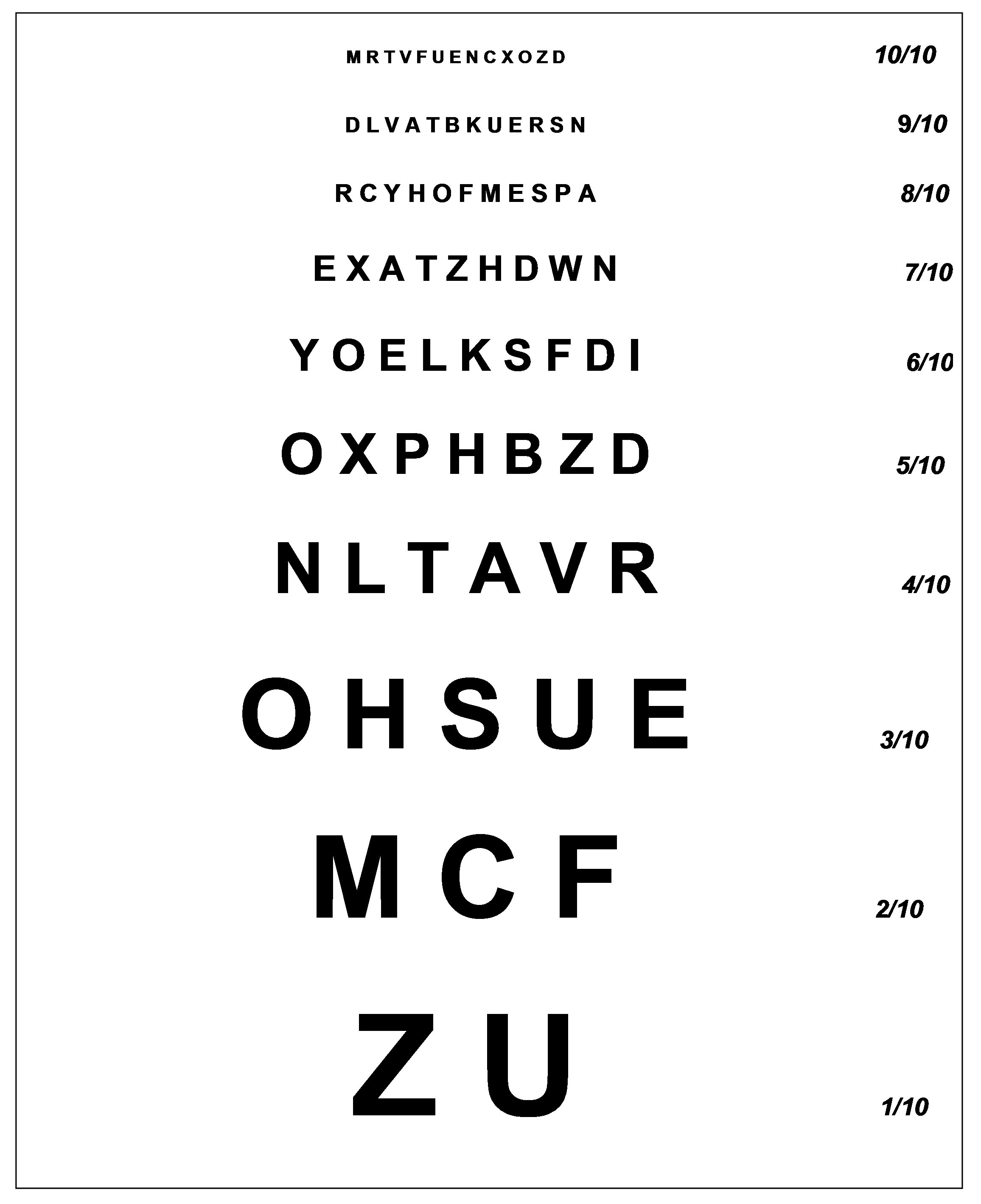
Tablica Monoyera

Ferdinand Charles Edmond Monoyer (ur. 9 maja 1836 w Lyonie, zm. 11 lipca 1912 tamże) – francuski lekarz okulista, autor definicji dioptrii i tablicy do pomiaru ostrości wzroku (1872).

## Życiorys
Urodził się 9 maja 1836 r. w Lyonie w rodzinie francusko-alzackiej (matka pochodziła z Alzacji). Jego ojciec był lekarzem wojskowym, a gdy miał 5 lat jego ojczymem został Victor Stoeber, który był okulistą. W 1862 r. doktoryzował się na wydziale medycyny uniwersytetu w Strasburgu, a 9 lat później został profesorem fizyki medycznej, przejmując klinikę od Stoebera. Monoyer ożenił się z jedną z córek ojczyma z pierwszego małżeństwa – Jeanne. W czasie wojny francusko-pruskiej leczył rannych, a po zawarciu pokoju, który oddawał miasto Niemcom, przeniósł się w 1872 r. do Nancy, gdzie na wydziale medycyny tamtejszego uniwersytetu utworzył i prowadził klinikę okulistyczną. W 1877 r. przyjął profesurę fizyki medycznej na wydziale medycznym Uniwersytetu w Lyonie, na którym pracował do 1909 r.
W 1867 r. w Paryżu odbył się III Międzynarodowy Kongres Okulistyczny, w trakcie którego powołano komisję, która miała zaproponować sposób zastąpienia stopy inną jednostką miary w badaniach wad refrakcji i akomodacji oka. W trakcie kolejnego kongresu w Londynie w 1872 r. komisja zaproponowała wprowadzić metodę zaproponowaną przez Monoyera, zgodnie z którą jednostka metryczna miała służyć do mierzenia po ogniskowej, a nie promieniu krzywizny, jak do tej pory. Monoyer zaproponował, by miarę, w której soczewka ma ogniskową o długości 1 metra oznaczać jako 1 dioptrię. Propozycja spotkała się z krytyką części środowiska, m.in. Albrechta Nagela, jednak ostatecznie ta metoda została zatwierdzona w 1875 r. na kongresie w Brukseli.
Ferdinand Monoyer wynalazł również przenośny oftalmoskop, który opisał w 1864 r., a także był jednym z niezależnych od siebie twórców tablic do badania ostrości wzroku (równolegle tablice wprowadził Hermann Snellen zobacz także Tablica Snellena), które są obecnie powszechnie stosowane w wersji tego drugiego. Skonstruował tablice w taki sposób, że litery umieszczone w 10 rzędach czytane od dołu do góry, z pominięciem najniższego wersu, zawierają jego imię i nazwisko oraz tytuł naukowy (DM – docteur en médecine, doktor medycyny) – są one podwójnym akrostychem.
Ponadto dokonał przekładu na język francuski książki Fransa Cornelisa Dondersa: O wadach akomodacji i refrakcji oka ze wstępem do optyki fizjologicznej. Przetłumaczył również pracę Handbuch der medizinischen Physik autorstwa Wilhelma Wundta, uważanego za twórcę psychologii eksperymentalnej.
Zmarł 11 lipca 1912 r. w Lyonie. Jego grób znajduje się na Cimetière de la Guillotière w tymże mieście.